# Пасажир дощу
«Пасажир дощу» («Людина, що приїхала під час дощу», фр. Le passager de la pluie) — франко-італійський кінофільм режисера Рене Клемана. Сценарій Себастьяна Жапрізо згодом був белетризований автором у книгу.

## Сюжет
На морському узбережжі Франції живе молода жінка Меланколі (Марлен Жобер). Вона у шлюбі з пілотом міжнародних авіаліній, тому їй доводиться увесь час сидіти вдома насамоті, а її чоловік приїжджає додому тільки між польотами.
Одного разу на неї нападає і ґвалтує приїжджий маніяк. Захищаючись, вона вбиває його і позбувається тіла. Через деякий час його знаходять у воді біля берега. Поліцейські починають розслідування, але не надають йому особливого значення, поки в їх маленьке містечко не приїжджає слідчий інтерполу (Чарльз Бронсон). Він починає своє власне розслідування: його цікавить не стільки сам убитий, скільки його сумка. Поліція не цікавиться Меланколі, а приїжджий поліцейський, відразу ж розуміє, що тут щось є. Поступово, він дізнається, що сумка залишилася у жінки, і їй загрожує серйозна небезпека.

## У ролях
| Актор          | Роль                 |
| -------------- | -------------------- |
| Марлен Жобер   | Меланколі            |
| Чарльз Бронсон | детектив Гаррі Доббс |
| Габріеле Тінті | Тоні Мау             |
| Жан Гавен      | інспектор Туссен     |
| Анні Корді     | Жульєтта             |
| Джилл Айрленд  | Ніколь               |
| Корінн Маршан  | Таня Легофф          |
| Жан Піа        | Арман                |
| Еллен Баль     | Мадлен Легофф        |

## Нагороди
- Премія «Золотий глобус» за найкращий фільм іноземною мовою